# شهری که زیر درختان سدر مرد
شهری که زیر درختان سدر مرد شناخته‌ترین رمانِ خسرو حمزوی است که سالِ ۱۳۷۹ منتشر شد و سالِ بعد جایزه منتقدان و نویسندگان مطبوعاتی را برد.

## داستان
کیان آموزگار جوانی است که بدخش را ترک کرده و اندکی پیش از باز شدن مدرسه‌ها به سالیان سفلا می‌آید تا کارش را آغاز کند. اینجا با خانوادهٔ جریر آشنا می‌شود که در چاچی در ربع جریر زندگی می‌کنند؛ و خود جریر که در بستر بیماری است و رو به موت. جریر بزرگِ شارستان است و خویشاوندی دوری هم با کیان دارد . . .

## در نظر دیگران
محمّدرضا سرشار در سالِ ۱۳۸۱ نقد تندی علیه این رمان و جایزه‌دهندگان به آن نوشت. او معتقد بوده که این رمان «چهرهٔ بسیار کریه و وحشتناکی» از مردم مسلمان نشان می‌دهد. سمیرا اصلان‌پور نیز این رمان را «تقلید لوس و بی‌مزه‌ای از رئالیسم جادویی» می‌دانسته است.